# Latina Televisión
Latina Televisión (anteriormente Frecuencia Latina) é uma rede de televisão peruana, que transmite seu sinal desde 1983, (então chamada Frecuencia 2), e é uma das mais vistas e importantes deste país.